# Institut for Datalogi (Aalborg Universitet)
 For alternative betydninger, se Institut for Datalogi. (Se også artikler, som begynder med Institut for Datalogi)
Institut for Datalogi er et institut på Aalborg Universitet, der varetager undervisning og forskning i datalogi. 
Instituttet hører under Det Tekniske Fakultet for IT og Design. Under instituttet er der uddannelser indenfor computervidenskab, datavidenskab, informationsteknologi og software.
Instituttet ledes af en institutleder og har adresse på Selma Lagerløfs Vej 300 i Aalborg Øst.

## Ekstern henvisning
- Instituttets hjemmeside

| Skole | Spire Denne artikel om en skole, en uddannelsesinstitution eller uddannelse er en spire som bør udbygges. Du er velkommen til at hjælpe Wikipedia ved at udvide den. |